# Gratien Libault
 (avril 2025).
Si vous disposez d'ouvrages ou d'articles de référence ou si vous connaissez des sites web de qualité traitant du thème abordé ici, merci de compléter l'article en donnant les références utiles à sa vérifiabilité et en les liant à la section « Notes et références ».
Gratien Libault (1614-1686), écuyer, seigneur de La Templerie, de La Bélustrerie et du Perray, fut maire de Nantes de 1671 à 1672. 

## Biographie
Gratien Libault est le fils de René Libault, sieur du Boisrobin, et de  Catherine Michel, dame de la Garnizon. Il est le grand-oncle de François Libault de La Chevasnerie.
Marié à Jeanne Moreau, il est le beau-père de Denis Marion, sieur des Noyers, et de Jean-Baptiste de Cornulier-Lucinière.
Il était capitaine en chef de la milice bourgeoise de la Fosse. 
Échevin (1657) puis sous-maire (1658), il est maire de Nantes de 1671 à 1672.